# 4 frimaire
4 brumaire 4 nivôse
Le quartidi 4 frimaire, officiellement dénommé jour de la nèfle, est le 64e jour de l'année du calendrier républicain.
C'était généralement le 24e jour du mois de novembre dans le calendrier grégorien.

## Événements
- An II : 24 novembre 1793
  - L'« ère vulgaire » est abolie par décret pour les usages civils. Et ce décret définit le 22 septembre 1792 comme étant le premier jour de l'« ère des Français »[1].